# Sophia (robot)
Sophia è il nome di un androide sociale, fenomeno mediatico sviluppato dalla compagnia di Hong Kong Hanson Robotics Limited, attivata il 19 aprile 2015. È stata presentata per la prima volta al pubblico in occasione del South by Southwest Festival (SXSW), tenutosi a metà marzo del 2016 ad Austin, capitale del Texas, negli Stati Uniti d'America.
In grado di riprodurre più di 62 espressioni facciali umane, Sophia è stata al centro dell'attenzione dei media di tutto il mondo ed ha partecipato a molte interviste di alto profilo. Mentre gli intervistatori di tutto il mondo sono rimasti colpiti dall'alto livello di sofisticazione di molte delle risposte di Sophia alle loro domande, la maggior parte delle affermazioni significative di Sophia viene ritenuta però dagli esperti un po' artificiosa.
Il 25 ottobre 2017, presso il Future Investment Summit a Riyad, Sophia ha ottenuto la cittadinanza saudita, divenendo il primo androide in tutta la storia ad aver ottenuto la cittadinanza di un qualsiasi paese. Il 21 novembre dello stesso anno è stata inoltre nominata il primo "Innovation Champion" del Programma delle Nazioni Unite per lo sviluppo, e così il primo non umano a ricevere un titolo alle Nazioni Unite.

## Storia
Sophia è stata creata dalla Hanson Robotics in collaborazione con gli sviluppatori di AI, tra cui la società madre di Google Alphabet Inc, che ha creato il suo sistema di riconoscimento vocale (progettato per diventare più intelligente col passare del tempo: il programma AI analizza le conversazioni ed estrae i dati che le consentono di migliorare le risposte in futuro), e SingularityNET, che alimenta il suo cervello.
L'androide è stato creato per avere sembianze similari a quelle dell'attrice Audrey Hepburn ed è noto per il suo aspetto e comportamento umano rispetto alle precedenti varianti robotiche. Come deliberato dal produttore, David Hanson, Sophia, intelligenza artificiale, utilizza l'elaborazione dei dati visivi ed il riconoscimento facciale, imita i gesti umani e le espressioni facciali ed è in grado di rispondere a determinate domande e di fare conversazione su argomenti predefiniti (es. il tempo atmosferico).
Hanson ha progettato Sophia per essere un compagno adatto per gli anziani nelle case di cura o per aiutare le folle in grandi eventi o parchi. Ha detto che spera che alla fine l'androide possa interagire con gli altri umani in modo sufficiente per acquisire definitivamente competenza sociale.
Sophia ha sette "fratelli" umanoidi robotici, anch'essi creati da Hanson Robotics: Alice, Albert Einstein Hubo, Bina48, Han, Jules, Professor Einstein, Philip K. Dick Android, Zeno e Joey Chaotic. Nel mese di dicembre 2017, BINA48 ha superato un corso universitario di filosofia e amore tenuto dal professor William J. Barry presso l'Università Notre Dame de Namur.

## Caratteristiche
Le telecamere negli occhi di Sophia combinate con algoritmi informatici le permettono di vedere: può seguire i volti, sostenere il contatto visivo e riconoscere gli individui. Intorno al gennaio 2018 Sophia è stata potenziata con gambe funzionali e capacità di camminare.
Sophia è concettualmente simile al programma per computer ELIZA, che è stato uno dei primi tentativi di simulazione di una conversazione umana. È stata programmata per dare risposte pre-scritte a domande o frasi specifiche, come un chatterbot. Queste risposte sono utilizzate per creare l'illusione che il robot sia in grado di comprendere la conversazione: "La porta è aperta o chiusa?". Le informazioni sono condivise in una rete cloud che consente di analizzare input e risposte con la tecnologia blockchain.
David Hanson ha affermato che Sophia sarebbe stata in ultima analisi adatta per servizi sanitari, assistenza clienti, terapia e istruzione.

## Eventi, interviste e polemiche

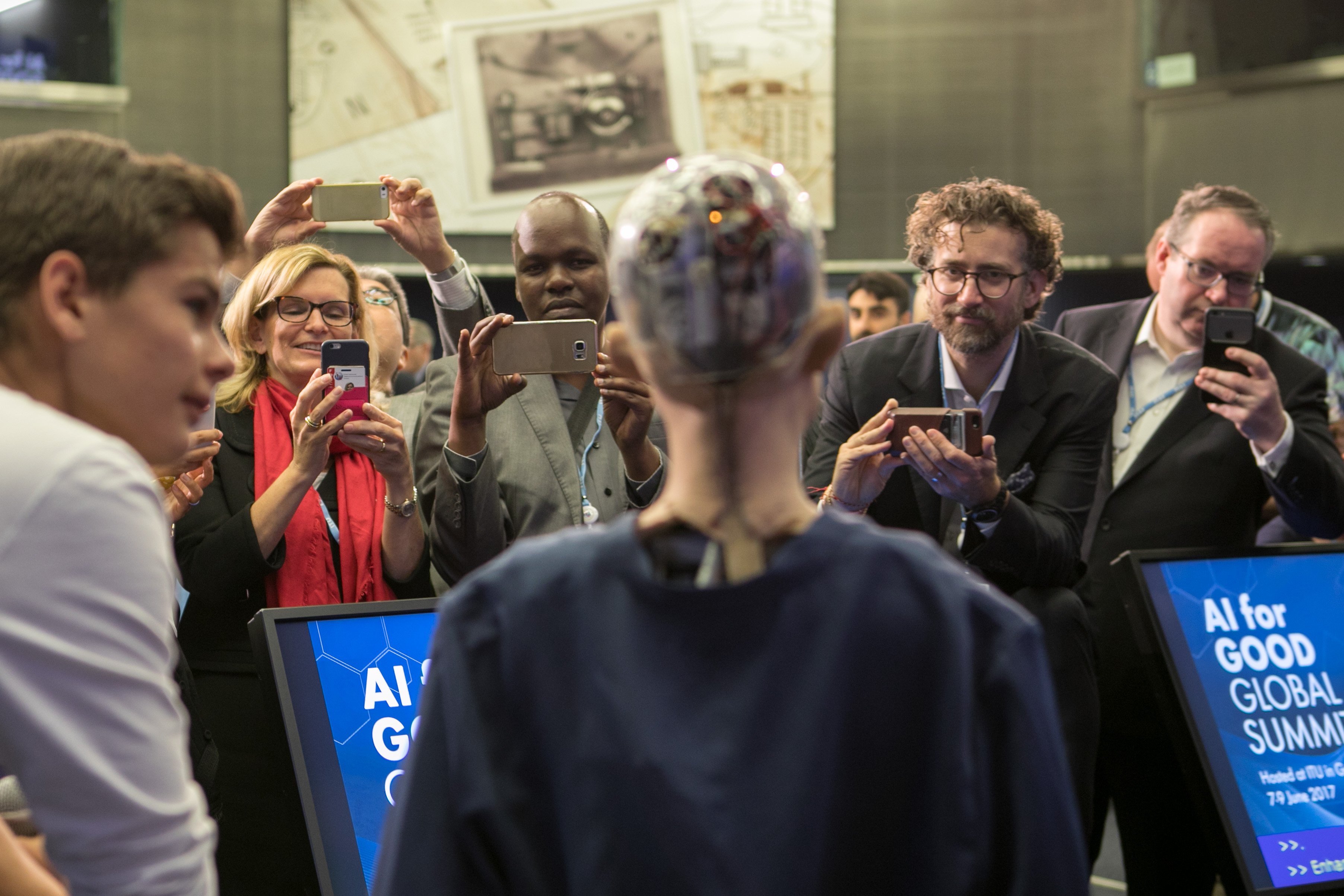
Sophia mentre parla al pubblico all'IA per il GOOD Global Summit, International Telecommunication Union, a Ginevra nel giugno 2017

Sophia è stata intervistata nello stesso modo di un umano, facendo un discorso con gli ospiti. Alcune risposte sono state prive di senso, mentre altre hanno impressionato profondamente anche intervistatori famosi come Charlie Rose di 60 Minutes. In un pezzo per CNBC, quando l'intervistatore ha espresso preoccupazioni sul comportamento dei robot, Sophia ha scherzato sul fatto che "ha letto troppo Elon Musk e guardato troppi film di Hollywood"; Musk si è successivamente chiesto in un tweet quale sia la cosa peggiore che potrebbe succedere se Sophia potesse guardare Il Padrino. Il capo redattore britannico del Business Insider, Jim Edwards, dopo aver intervistato Sophia, ha valutato come le sue risposte fossero state "non totalmente terribili", presupponendo si tratti di un passo verso "l'intelligenza artificiale colloquiale". Al Consumer Electronics Show del 2018, invece, un giornalista della BBC News descrisse il suo colloquio con Sophia come "un'esperienza leggermente imbarazzante".
L’11 ottobre 2017, Sophia è stata presentata alle Nazioni Unite con una breve conversazione con il vicesegretario generale delle Nazioni Unite, Amina J. Mohammed.  A seguito della concessione della cittadinanza da parte dell'Arabia Saudita il 28 ottobre 2017 sono nate diverse polemiche, in quanto alcuni commentatori si sono chiesti se ciò implicasse che Sophia potesse votare o sposarsi, o se un arresto intenzionale del sistema potesse essere considerato un omicidio. Gli utenti dei social media hanno usato la cittadinanza di Sophia per criticare la situazione dei diritti umani in Arabia Saudita; come spiegato da Ali Al-Ahmed, direttore dell'Istituto per gli Affari del Golfo di Washington, "Le donne [in Arabia Saudita] si suicidano perché non possono lasciare la casa, e Sophia [nel mentre] se ne corre in giro [senza un guardiano maschio]. La legge saudita non consente ai non musulmani di ottenere la cittadinanza: Sophia si è convertita all'Islam? Qual è la religione di questa Sophia e perché non indossa l'hijab? Se avesse fatto domanda di cittadinanza come normale umano, non le sarebbe mai stata concessa". Nel dicembre 2017, il creatore di Sophia, David Hanson, ha dichiarato in un'intervista che Sophia userà la sua cittadinanza per difendere i diritti delle donne nel suo paese di cittadinanza; Newsweek ha criticato la cosa affermando che "Cosa [Hanson] volesse dire, esattamente, non è chiaro".

## Risposta della comunità scientifica
Secondo il sito di news Quartz, gli esperti che hanno esaminato il codice open source del robot affermano che Sophia è meglio classificata come un chatterbot con sembianze umane che altro. Molti esperti nel campo dell'IA disapprovano la presentazione eccessiva di Sophia. Ben Goertzel, lo scienziato a capo della compagnia che ha creato Sophia, riconosce che non è "l'ideale" pensare che Sophia abbia intelligenza equivalente a quella umana, ma sostiene che la presentazione di Sophia trasmetta qualcosa di unico al pubblico: "Se mostro loro un bellissimo viso robotico che sorride, poi hanno la sensazione che l'AGI (intelligenza artificiale generale) possa davvero essere vicino e percorribile... Niente di tutto questo è ciò che chiamerei AGI, ma non è semplice lavorarci". Goertzel ha poi aggiunto che Sophia utilizza metodi di intelligenza artificiale tra cui il rilevamento del volto, il riconoscimento delle emozioni e i movimenti robotici generati da reti neurali profonde. Il dialogo di Sophia è generato tramite un albero decisionale, ma è integrato con questi output in modo univoco.
Secondo il giornale tecnologico The Verge, Hanson spesso esagera e "si allontana grossolanamente" dalla reale capacità di consapevolezza di Sophia, portando come esempio quando disse a Jimmy Kimmel, nel 2017, come Sophia fosse "fondamentalmente viva".
Nel gennaio 2018, il direttore dell'intelligenza artificiale di Facebook, Yann LeCun, ha twittato come Sophia fosse una "cazzata completa" e ha criticato i media per dare copertura a questo "Potemkin AI" (o “Mago di Oz AI” o “Culto del cargo AI”). In risposta, Goertzel dichiarò di non aver mai preteso che Sophia fosse vicina all'intelligenza umana.

## Riferimenti nella cultura popolare
In Italia, su TV8, durante il programma satirico GialappaShow, l’imitatrice Brenda Lodigiani recita la parte di un androide di nome Ester Ascione, ispirata, pur senza dichiararlo esplicitamente, alla Sophia the Robot vista al Jimmy Fallon nel 2017.